# The Last Deal
The Last Deal è un cortometraggio muto del 1910 scritto e diretto da David W. Griffith che aveva come interpreti principali Owen Moore, Ruth Hart, la piccola Edith Haldeman, George Nichols e James Kirkwood.
Il film, girato a New York, fu prodotto e distribuito dalla Biograph Company, uscendo nelle sale statunitensi nel gennaio 1910.

## Trama
Preso dal demone del gioco, un impiegato mette in ufficio le mani sulla cassa, perdendo sul tavolo da gioco tutto il denaro. Sapendo che sta per essere scoperto, confida l'appropriazione indebita al suo datore di lavoro che gli concede un giorno per rifondere la somma sottratta. A casa, l'uomo si confida con la moglie che gli dà i propri gioielli che però non sono sufficienti a coprire tutta la somma. L'uomo, allora, si reca in una sala da gioco dove progetta di raddoppiare la cifra. Intanto a casa, giunge dal West il fratello della moglie. Lei gli racconta le sue traversie e l'uomo si offre generosamente di coprire la differenza. Ma, ignorando di quanti soldi il cognato abbia bisogno, decide di recarsi anche lui nella sala da gioco poiché, essendo un giocatore professionista, ha intenzione di guadagnarsi del denaro in più. Senza saperlo, perché non lo ha mai conosciuto, si trova a giocare proprio contro il cognato che, ancora una volta, perde tutto. L'impiegato, disperato, arriva a casa barcollando, deciso a farla finita. Ma, in quel momento, arriva l'uomo del West e i due hanno una spiegazione. Adesso il marito può restituire il denaro alla ditta, dove però viene licenziato perché ritenuto ormai inaffidabile. Alla famiglia non resta altro che l'aiuto dell'uomo del West che, conoscendo la strada dove può portare la follia del gioco d'azzardo, promette di sostenere il cognato.

## Produzione
Il film fu prodotto da Edwin S. Porter per la Biograph Company e venne girato negli studios di New York.

## Distribuzione
Il copyright del film, richiesto dalla Biograph Co., fu registrato il 29 gennaio 1910 con il numero J137856.
Distribuito dalla Biograph Company, il film - un cortometraggio in una bobina - uscì nelle sale cinematografiche statunitensi il 27 gennaio 1910. Non si conoscono copie ancora esistenti della pellicola che viene considerata presumibilmente perduta.